# Hostages (Fernsehserie, 2013)
Hostages ist eine US-amerikanische Thriller-Fernsehserie, die im Jahr 2013 von CBS produziert wurde. Sie basiert auf der israelischen Fernsehserie Die Geiseln aus dem Jahre 2013 von Rotem Shamir und Omri Givon, die bei dieser Serie als Executive Producer fungierten.
Die Serie wurde am 10. Mai 2014 eingestellt.

## Handlung
Die Familie der Chirurgin Dr. Ellen Sanders wird in ihrem eigenen Haus von einem Team gefangen genommen, das von dem FBI-Agenten Duncan Carlisle angeführt wird, in der Nacht bevor die Ärztin den Präsidenten der Vereinigten Staaten operieren soll. Die Geiselnehmer verlangen, dass sie den Präsidenten ermordet, um ihre eigene Familie zu retten. Duncan stellt ihr dafür ein nicht nachweisbares Gift zur Verfügung, welches sie ihm während der OP spritzen soll. Ellen vertauscht jedoch unbemerkt ein Medikament, sodass dem Präsidenten bei der OP-Vorbereitung ein Mittel zur Blutverdünnung gespritzt wird. Aufgrund dessen muss die OP um 2 Wochen verschoben werden. Die Geiselnehmer wollen bei ihrem ursprünglichen Plan bleiben und müssen daher die komplette Familie anstatt des geplanten einen Tages für ganze 2 Wochen gefangen halten. Dies erweist sich als wahre Geduldsprobe für alle beteiligten: die Familie, die Geiselnehmer und deren Hintermänner. Um keinen Verdacht aufkommen zu lassen, sollen die Familienmitglieder ihren normalen Alltag nachgehen, werden aber durch die Geiselnehmer ständig überwacht. Dafür muss Ellen ihrer Familie GPS-Chips implantieren. Der Familie wird klargemacht, dass, falls einer zur Polizei geht und von der Erpressung erzählt, die anderen sterben müssen. Nach und nach kommt ans Licht, wer welches Motiv für die Ermordung des Präsidenten hat. Duncan selbst benötigt für seine an Leukämie erkrankte Frau eine Knochenmarkspende vom Präsidenten und die Hintermänner der Geiselnehmer bekleiden teilweise hohe Posten direkt im Weißen Haus. In der letzten Folge kommt es schließlich zur Operation des Präsidenten.

## Besetzung
| Schauspieler    | Rollenname        | Rolle                                   | Synchronsprecher          |
| --------------- | ----------------- | --------------------------------------- | ------------------------- |
| Toni Collette   | Dr. Ellen Sanders | Chirurgin des Präsidenten               | Christin Marquitan        |
| Dylan McDermott | Duncan Carlisle   | FBI-Agent und Anführer der Geiselnehmer | Tom Vogt                  |
| Tate Donovan    | Brian Sanders     | Ehemann von Ellen                       | Peter Flechtner           |
| Quinn Shephard  | Morgan Sanders    | Tochter von Ellen und Brian             | Shanti Chakraborty        |
| Mateus Ward     | Jake Sanders      | Sohn von Ellen und Brian                | Christian Zeiger          |
| Billy Brown     | Archer Petit      | Geiselnehmer, Freund von Duncan         | Matti Klemm               |
| Sandrine Holt   | Sandrine Renault  | Geiselnehmerin                          | Debora Weigert            |
| Rhys Coiro      | Kramer Delaney    | Geiselnehmer, Schwager von Duncan       | Sebastian Christoph Jacob |
| James Naughton  | Paul Kincaid      | US-Präsident                            | Lutz Riedel               |
| Jim True-Frost  | Logan             | Secret-Service-Agent                    | Michael Deffert           |
| Joanne Kelly    | Vanessa Moore     | Schwester der First Lady                |                           |

## Ausstrahlung
Vereinigte Staaten
Hostages wurde vom 23. September 2013 bis zum 6. Januar 2014 auf dem US-Sender CBS ausgestrahlt.
Deutschsprachiger Raum
Hostages wurde vom 14. Juli 2014 bis zum 25. August 2014 auf dem österreichischen Free-TV-Sender ORF eins ausgestrahlt.

## Episodenliste
| Nr. | Deutscher Titel              | Originaltitel          | Erstausstrahlung USA | Deutschsprachige Erstausstrahlung (A) | Regie                | Drehbuch                         | Quoten (USA) |
| --- | ---------------------------- | ---------------------- | -------------------- | ------------------------------------- | -------------------- | -------------------------------- | ------------ |
| 1   | Die Operation                | Pilot                  | 23. Sep. 2013        | 14. Juli 2014                         | Jeffrey Nachmanoff   | Alon Aranya & Jeffrey Nachmanoff | 7,41 Mio.    |
| 2   | Die unsichtbare Leine        | Invisible Leash        | 30. Sep. 2013        | 14. Juli 2014                         | Jason Ensler         | Rick Eid & Jeffrey Nachmanoff    | 5,96 Mio.    |
| 3   | Angela                       | Power of Persuasion    | 7. Okt. 2013         | 21. Juli 2014                         | Henry Bronchtein     | Rick Eid & Jeffrey Nachmanoff    | 5,22 Mio.    |
| 4   | Bis bald in Montreal         | 2:45 PM                | 14. Okt. 2013        | 21. Juli 2014                         | Russell Lee Fine     | Aron Eli Coleite                 | 5,16 Mio.    |
| 5   | Gewonnen                     | Truth and Consequences | 21. Okt. 2013        | 28. Juli 2014                         | Karen Gaviola        | Jennifer Cecil                   | 5,16 Mio.    |
| 6   | Schießübungen                | Sister’s Keeper        | 28. Okt. 2013        | 28. Juli 2014                         | David Von Ancken     | Jennifer Schuur                  | 4,90 Mio.    |
| 7   | Die Wahrheit hinter der Lüge | Hail Mary              | 4. Nov. 2013         | 4. Aug. 2014                          | Matt Earl Beesley    | Rick Eid & Alon Aranya           | 4,79 Mio.    |
| 8   | Die Zeitbombe                | The Good Reason        | 11. Nov. 2013        | 4. Aug. 2014                          | SJ Clarkson          | Cassie Pappas                    | 4,53 Mio.    |
| 9   | Die Tochter des Präsidenten  | Loose Ends             | 18. Nov. 2013        | 11. Aug. 2014                         | Henry Bronchtein     | Rick Eid & Jeffrey Nachmanoff    | 4,54 Mio.    |
| 10  | Die Bürde der Wahrheit       | Burden of Truth        | 25. Nov. 2013        | 11. Aug. 2014                         | Phil Abraham         | Joshua Allen                     | 4,62 Mio.    |
| 11  | Seltsame Bettgenossen        | Off the Record         | 2. Dez. 2013         | 18. Aug. 2014                         | Duane Clark          | Nick Santora                     | 4,51 Mio.    |
| 12  | Der Lauf der Dinge           | The Cost of Living     | 9. Dez. 2013         | 18. Aug. 2014                         | Frederick E. O. Toye | Rick Eid & Jeffrey Nachmanoff    | 4,69 Mio.    |
| 13  | Gezählte Tage                | Fight or Flight        | 16. Dez. 2013        | 25. Aug. 2014                         | Bill Johnson         | Rick Eid & Jeffrey Nachmanoff    | 5,09 Mio.    |
| 14  | Der Mann im Hintergrund      | Suspicious Minds       | 6. Jan. 2014         | 25. Aug. 2014                         | Anton Cropper        | Rick Eid                         | 5,07 Mio.    |
| 15  | Endspiel                     | Endgame                | 6. Jan. 2014         | 25. Aug. 2014                         | Jeffrey Nachmanoff   | Jeffrey Nachmanoff               | 4,69 Mio.    |